# Mandaluyong
Mandaluyong é uma cidade de primeira classe de renda da cidade na região Grande Manila (NCR), nas Filipinas. De acordo com o censo de 1 maio  de  2020 possui uma população de 425 758 pessoas e 116 954 domicílios. É delimitada no oeste do país pelo capital, Manila, a norte da cidade de San Juan, a leste por Cidade Quezon e Cidade de Pasig, e por cidade de Makati ao sul. Atualmente, os seus apelidos são de "cidade tigre das Filipinas", do "coração região metropolitana de Manila" e de "o capital dos shopping centers das Filipinas ".
Mandaluyong está situada no centro da região metropolitana de Manila. Entre as muitas atrações da cidade é o oeste da metade do centro das Ortigas, um dos principais centros de negócios e comércio na metrópole (a metade oriental está em Pasig). Encontrado dentro do Mandaluyong parte do centro das Ortigas tem a principal sede do Banco Asiático de Desenvolvimento e da sede de San Miguel Corporation, a maior companhia de bebidas e alimentos do sudeste asiático. Localizado também no centro das Ortigas é o Shangri-La Plaza, compreendendo o Edsa Shangri-La Manila, o São Francisco Torres (um das mais altas torres nas Filipinas quando construído) e Shangri-La Plaza, adjacente ao SM Megamall, um dos maiores shoppings na Ásia e no principal centro comercial da maior cadeia de shoppings no país, pode ser encontrado aqui, assim como EDSA Central e o Estrela Center. A Shaw Boulevard Estação do MRT é um centro comercial em si, além do fato de que a estação está ligado a outros três shoppings (Star Mall, Shangri-La Plaza e ao recém-restaurado EDSA Central). O famoso laboratório da fábrica, que foi UniLab está localizado aqui.
Entre os locais, Mandaluyong é frequentemente usado em piadas pertencente a uma pessoa da saúde mental (por exemplo, uma pessoa cujo bem-estar mental é suspeito é frequentemente rotulada como proveniente de Mandaluyong, o curso piada "sa loob o sa labas?, O que traduz, Significa "dentro ou fora?"). Isso porque o Centro Nacional para a Saúde Mental é encontrado na cidade.

## Origem
Mandaluyong obteve seu nome do tagalo o que significa muitos e daluy o que significa fluir. Isto é, em referência aos muitos altos gramíneas que usada para crescer na área, as gramíneas parecia "fluxo" no vento.
Outra possível origem é da palavra "daluyong", o que significa maremotos ou um lugar de ondas. Isso talvez pertençam ao Rio Pasig que atravessa a cidade de Mandaluyong.

## Cidades irmãs
- Dubai, Emirados Árabes Unidos
- Silay, Filipinas